# Lance Bass
James Lance Bass (Laurel, Jones megye, Mississippi, USA, 1979. május 4.) amerikai popénekes, táncos, színész, film- és televíziós producer, író. Ismertségre az ’N Sync amerikai fiúcsapat tagjaként tett szert.

## Élete
James Lance Bass a Mississippi állambeli Laurelben született, szülei ifj. James Irvin Bass orvosi technológus és Diane Bass (született Pulliam) matematika- és angolszakos középiskolai tanár. Bass Stacy nevű nővérével a Mississippi állambeli Ellisville-ben nőtt fel. Családja kifejezetten vallásos és konzervatív volt. Bass már fiatal korában nagy érdeklődést mutatott az űrutazás iránt, 9 évesen apjával a floridai Cape Canaveralbe utazott, hogy megnézze egy űrsikló indítását. Nem sokkal később Bass egy űrtémájú táborban is részt vett, arra készült, hogy űrhajós lesz a NASA-nál.
Amikor Bass 11 éves volt, apját áthelyezték, így a család a Mississippi állambeli Clintonba költözött. Bass a helyi baptista templomi kórusban kezdett énekelni, majd a Mississippi Show Stoppers és az Attaché Show Choir kórusokhoz csatlakozott, utóbbi korábban egy országos show kórus bajnokságot is megnyert. Énekelt a hét férfiénekesből álló Seven Card Stud kórusban is.

### Zenei karrierje
1995-ben harmadikos középiskolás korában meghívást kapott Justin Timberlake-től és annak édesanyjától, Lynn Harlesstől, hogy csatlakozzon az ’N Sync fiúcsapathoz, mivel annak korábbi basszusénekese, Jason Golosso kilépett. Bass otthagyta az iskolát, és Orlandóba költözött, hogy a próbáknak szentelje teljes idejét. Az együttes Münchenbe költözött; első albumukat a BMG kiadónál vették fel, majd nagyszabású európai turnéba kezdtek. Bass anyja otthagyta a munkáját, hogy az együttessel együtt turnézzon, mivel Bass még kiskorú volt.
Az európai sikerek után az ’N Syncet az RCA lemezkiadó szerződtette le 1997-ben. Az együttes első kislemezét, az "I Want You Back" című számot rengetegszer játszották a rádiók, egyik pillanatról a másikra hatalmas sikert arattak. A hirtelen jött sikerre Bass később mint "ártatlansága elvesztésére" utalt.
2000 márciusában megjelent az ’N Sync No Strings Attached című albuma, amely minden idők leggyorsabban fogyó albuma lett: a megjelenés napján 1,1 millió példányban kelt el. 2001-ben ezt követte a Celebrity, amely minden idők második legsikeresebb első heti eladási eredményét hozta, amelyet csak az együttes előző albuma szárnyalt túl. Az együttes összesen 56 millió lemezt adott el világszerte.
2002-ben az együttes bejelentette, hogy kisebb szünetet tartanak, ezalatt Timberlake szólókarrierbe kezdett. Azóta az N'Sync nem vett fel új anyagot, Bass úgy nyilatkozott: szerinte a csoport hivatalosan feloszlott.

### Színészi karrierje
Bass több vendégszerepet is kapott különböző filmekben és sorozatokban, például a Hetedik mennyországban, a Randivonat  és a Zoolander című 2001-es filmekben.
Számos animációs tévésorozathoz kölcsönözte hangját, így például közreműködött a Robot Chicken, valamint a Disney stúdió Kim Possible, Manny mester , Higglytown Heroes című sorozatokban. A Final Fantasy VII videójátékban a Kingdom Hearts sorozat Sephirothjának hangját is ő adta. 2007-2008-ban játszott a Broadwayen a Hajlakk című musicalben. Játszott a 2008-as Trópusi Viharcímű filmben, és a 2013-as Rejtélyek városkája című sorozat, valamint Comedy Central 2014-es Az életkritikus című sorozatának egy-egy részében.
2015-ben a The Meredith Vieira Show, 2017-ben a My Kitchen Rules című tévéműsorok állandó szereplője volt. A Dancing with the Stars hetedik évadában Lacey Schwimmer swing táncbajnokkal a harmadik helyen végeztek. 

## Magánélete
Bass 1999 és 2000 között A kis gézengúz című sorozatban játszó Danielle Fishel színésznővel járt. 
2006-ban az Amazing Race győztesével, Reichen Lehmkuhllal kezdett randizni, ami a bulvársajtó figyelmét is felkeltette, Bass ezért úgy döntött előbújik. Az előbújásra a People magazin 2006. július 26-i számának borítóján került sor.
Bass 2011 januárjában kezdett járni Michael Turchin festővel és színésszel. 2014. december 20-án házasodtak össze a Los Angeles-i Park Plaza Hotelben. Bass és Turchin az első azonos nemű pár volt, akiknek esküvőjét a televízió is közvetítette.

## Diszkográfia
- 'N Sync (1997)
- No Strings Attached (2000)
- Celebrity (2001)

## Filmográfia

### Film
| Év   | Cím              | Szerep                          | Megjegyzések     |
| ---- | ---------------- | ------------------------------- | ---------------- |
| 2000 | Longshot         | fedélzeti mérnök                |                  |
| 2001 | Randivonat       | Kevin                           |                  |
| 2001 | Zoolander        | saját maga                      | cameo megjelenés |
| 2005 | Vérfarkas        | saját maga                      | cameo megjelenés |
| 2005 | A sztárkivetett  | Dan                             |                  |
| 2007 | Férj és férj     | saját maga (a zenekar vezetője) |                  |
| 2008 | Trópusi Vihar    | saját maga                      | cameo megjelenés |
| 2014 | Such Good People | Stuart Hedron                   |                  |
| 2015 | Hell & Back      | fiúcsapat démon                 | hang             |

### Televízió
| Év        | Cím                        | Szerep                                 | Megjegyzések                                  |
| --------- | -------------------------- | -------------------------------------- | --------------------------------------------- |
| 2000      | Hetedik mennyország        | Rick Palmer                            | vendégszerep, "Who Do You Trust?" c. epizód   |
| 2000      | Sok hűhó                   | saját maga                             | vendégszerep                                  |
| 2001      | A Simpson család           | saját maga                             | "New Kids on the Blecch" c. epizód vendéghang |
| 2004      | Kim Possible               | Robbie                                 | hang, "Oh Boyz" c. epizód                     |
| 2004      | Higglytown Heroes          | villanyszerelő hős                     | hang szereposztásban mint: James Lance Bass   |
| 2005      | Robot Chicken              | saját maga                             | hang                                          |
| 2006–2012 | Manny mester               | Elliot                                 | hang, 8 epizód rajzfilm                       |
| 2006      | Game Show Marathon         | a The Price is Right 4. (zöld) sorában | "Match Game" c. epizód                        |
| 2008      | Rick and Steve             | saját maga                             | "Death of a Lesbian Bed" c. epizód            |
| 2011      | Haláli testcsere           | Jamie (tehetségkutató)                 | "Prom" c. epizód                              |
| 2012      | A Kardashian sztori        | saját maga                             | "Affairs of the Everhart" c. epizód           |
| 2013      | Rejtélyek városkája        | Sev'ral Timez                          | vendéghang, "Boyz Crazy" c. epizód            |
| 2013      | Muffinháború               | saját maga                             | vendégbíró                                    |
| 2014      | Az életkritikus            | saját maga                             | "Best Friend; Space" c. epizód                |
| 2014      | Real Husbands of Hollywood | saját maga                             | "Don't Vote For Nick" c. epizód               |
| 2015      | The Meredith Vieira Show   | saját maga                             | rendszeres meghívott                          |
| 2015      | BoJack Horseman            | saját maga                             | "Out to Sea" c. epizód                        |
| 2015      | Hand of God                | Jerry                                  | "Your Inside Voice" c. epizód                 |
| 2016      | Celebrity Family Feud      | saját maga                             | "Lance Bass vs. Kellie Pickler" c. epizód     |
| 2016      | Finding Prince Charming    | saját maga                             | műsorvezető                                   |
| 2016      | Beat Bobby Flay            | saját maga                             | műsorvezető                                   |
| 2017      | My Kitchen Rules           | saját maga                             | versenyző, csapattársa az anyukája            |

### Videójátékok
| Év   | Cím                         | Szerep    | Megjegyzések           |
| ---- | --------------------------- | --------- | ---------------------- |
| 2002 | Kingdom Hearts              | Sephiroth | hang                   |
| 2013 | Kingdom Hearts HD 1.5 Remix | Sephiroth | hang (archív felvétel) |

## További információ
- Hivatalos oldal
- Lance Bass a Facebookon
- Lance Bass a PORT.hu-n (magyarul)
- Lance Bass az Internet Movie Database-ben (angolul)
- Lance Bass a Rotten Tomatoeson (angolul)